# A Consciência de um Liberal
A Consciência de um Liberal (The Conscience of a Liberal) é um livro do economista e Prémio Nobel da Economia Paul Krugman publicado em 2007 e que atingiu a posição 24 da lista dos livros de não ficção mais vendidos do New York Times em Novembro desse ano.
No livro, Krugman expõe a análise dos últimos 80 anos da história dos EUA no âmbito da desigualdade económica. Um tema central é a emergência, de novo a partir da década iniciada em 1970, da desigualdade tanto económica como política. Krugman analisa as causas subjacentes a essa evolução e propõe um "novo New Deal" para os EUA.
Em 2001 o senador norte-americano Paul Wellstone publicou um livro com o mesmo título. O título do livro de Wellstone era uma resposta ao livro de Barry Goldwater de 1960 intitulado A Consciência de um Conservador (The Conscience of a Conservative).

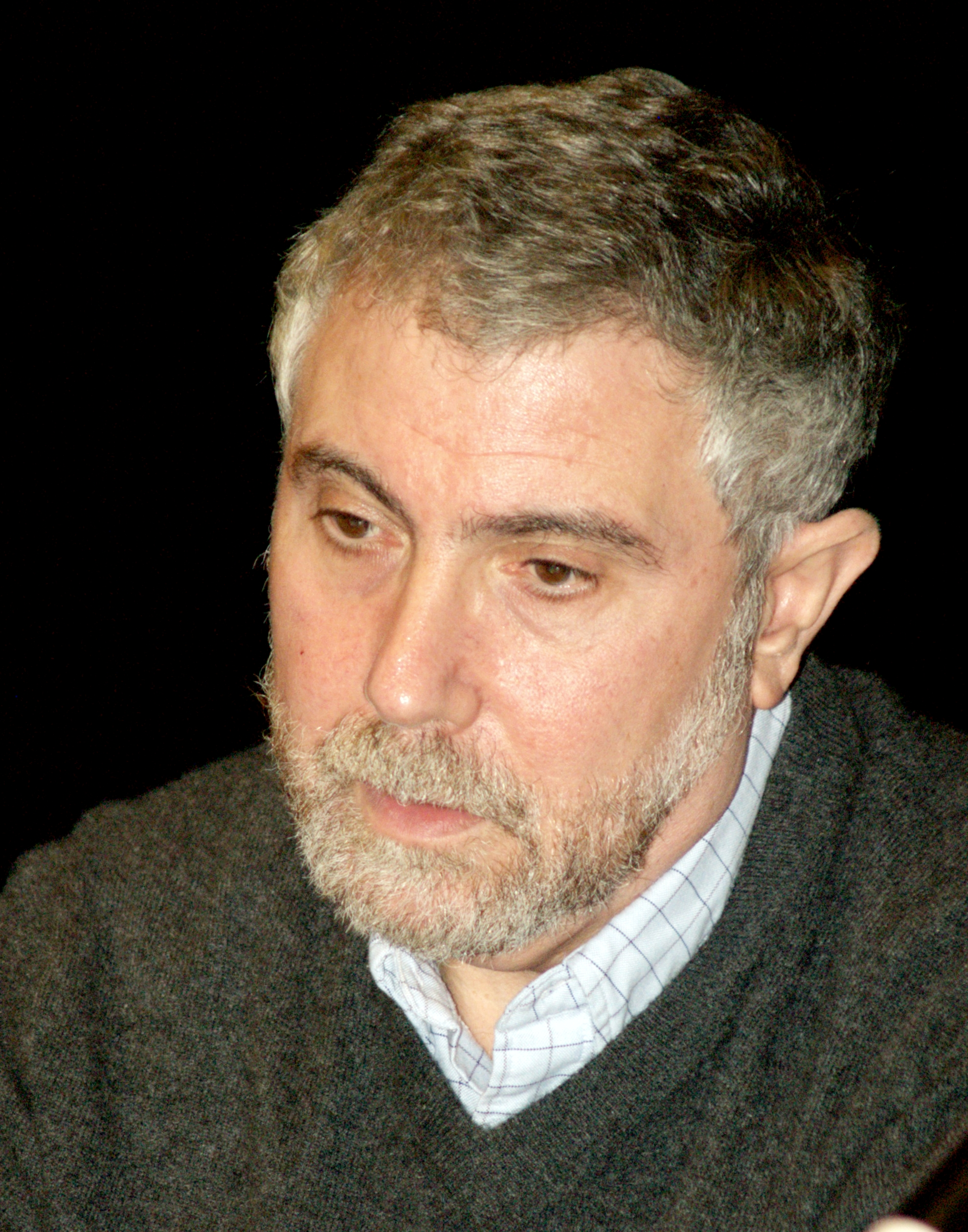
Paul Krugman em 2010

## Resumo
O livro é uma história dos desníveis entre rendimento e riqueza nos EUA no século XX. O livro documenta que o fosso entre ricos e pobres diminuiu imenso em meados do século — refere-se a isto como a "Grande Compressão" — e depois alargou-se novamente, com início na década de 1980, para níveis ainda mais elevados do que os da década de 1920. A maioria dos economistas — incluindo o próprio Krugman — têm considerado a divergência de finais do século XX como resultante em grande medida de mudanças nas tecnologias e no comércio. Mas agora Krugman descreve, em especial nos Capítulos 1, 3 e 4, que as políticas do governo, particularmente o estabelecimento, e os ataques posteriormente, da rede de segurança social ou estado social, desempenharam um papel muito mais importante tanto na redução daquele fosso desde a década de 1930 até aos anos 1970, como no seu alargamento desde a década de 1980 até ao presente.
Ele fala sobre a história do conservadorismo norte-americano, tanto do conservadorismo pré-New Deal que dominou o período entre a Guerra Civil norte-americana e a Grande Depressão (período que designa por Long Gilded Age/ Longa Era Dourada), no capítulo 2, como do actual "movimento conservador" (movement conservatism), no capítulo 6. Ele argumenta, em especial nos Capítulos 5, 6 e 9, que a exploração subtil pelo movimento conservador dos ressentimentos raciais e culturais através da retórica do pequeno-governo (ver Dog-whistle politics, ou política de apito para cães) e de receios de segurança nacional foram chave na capacidade do movimento para ganhar eleições nacionais, mesmo que as suas políticas de concentração da riqueza no topo social fossem profundamente impopulares. Ele descreve amplamente, no Capítulo 6, o papel de William F. Buckley Jr., de Irving Kristol e de Ronald Reagan na construção do movimento e, nos Capítulos 7 e 8, acerca do papel de "instituições (particularmente sindicatos) e normas particularmente a política empresarial", face à política governamental, no aumento ou redução da desigualdade económica. Ele critica a administração de George W. Bush pelas políticas que iam na altura alargando o fosso entre ricos e pobres.
Não obstante, Krugman manifesta otimismo, no Capítulo 10, de que as tendências demográficas, particularmente na raça e na cultura, e no que ele via como um exagero conservador durante os anos Bush, estarem a criar um novo ambiente político de centro-esquerda e a lentamente minar o movimento conservador. Ele referencia o livro A Maioria Democrata que Emerge (The Emerging Democratic Majority) de John Judis e Ruy Teixeira]. Krugman defende, nos Capítulos 11 e 12, que os Democratas propusessem um "novo New Deal", que inclua a colocação de maior ênfase em programas sociais e de apoio médico — em especial cuidados de saúde universais — e menor na defesa nacional.
Finalmente, no capítulo 13, discorre sobre o que significa ser um "liberal", sobre a ascensão de novas organizações progressistas — que, ao contrário dos grupos de reflexão (think tanks), das publicações e doutras organizações conservadores, são de facto mais descentralizados e com pensamento independente — e como muito mais pessoas parecem apoiar políticas "liberais" do que as que estão dispostas a usar esse termo para se auto-descrever.

## Significado do termo "Liberal" nos EUA
De referir que o termo "liberalismo" tem um significado nos EUA diferente de na Europa. De acordo com a Encyclopedia Britannica, "Nos EUA, o liberalismo é associado às políticas de estado social do programa New Deal do governo do presidente democrata Franklin D. Roosevelt, enquanto que na Europa é usualmente associado ao compromisso com a redução da dimensão do estado e a políticas económicas de laissez-faire." Consequentemente, nos EUA, as ideias de individualismo e de políticas económicas de laissez-faire anteriormente associadas ao liberalismo clássico tornaram-se a base da emergente escola de pensamento  libertária.

## Revisões e críticas
O livro recebeu aplausos em revisões misturados com críticas de partidarismo, neste caso como a da New York Review of Books.

## Informação relacionada
The Conscience of a Liberal é também o título do blogue de Krugman sobre economia e política disponibilizado no sítio do New York Times desde 2005.

## Edições em português
Paul Krugman, A Consciência de um Liberal, Editorial Presença, Setembro 2009, Coleção
Sociedade Global, ISBN 9789722342094, EAN 978-9722342094, Nº Páginas 272